# Räumlas
Räumlas ist ein Gemeindeteil der Stadt Schwarzenbach am Wald im Landkreis Hof (Oberfranken, Bayern). Die Gemarkung Räumlas hat eine Fläche von 5,173 km². Sie ist in 802 Flurstücke aufgeteilt, die eine durchschnittliche Fläche von 6450,69 m² haben. In ihr liegen neben dem namensgebenden Ort die Gemeindeteile Göhren, Grubenberg, Lerchenhügel und Sorg.

## Geografie
Das Dorf liegt am Rande des Talgrundes eines namenlosen rechten Zuflusses der Thiemitz. Eine Gemeindeverbindungsstraße führt zur  Kreisstraße HO 28 bei Straßhaus (0,4 km östlich) bzw. über Räumlasgrund nach Räumlasmühle zur Kreisstraße HO 32 (1,1 km nordwestlich).

## Geschichte
Zur Realgemeinde Räumlas gehörten Räumlasgrund und Räumlasmühle. Gegen Ende des 18. Jahrhunderts bestand Räumlas aus 13 Anwesen (5 Gütlein, 8 Tropfhäuser). Die Hochgerichtsbarkeit sowie die Dorf- und Gemeindeherrschaft und Grundherrschaft über sämtliche Anwesen hatte das bayreuthische Verwaltungsamt Schwarzenbach am Wald.
Von 1797 bis 1810 unterstand Räumlas dem Justiz- und Kammeramt Naila. Nachdem im Jahr 1810 das Königreich Bayern das Fürstentum Bayreuth käuflich erworben hatte, wurde der Ort bayerisch. Infolge des Ersten Gemeindeedikts wurde Räumlas dem 1812 gebildeten Steuerdistrikt Bernstein zugewiesen. Zugleich entstand die Ruralgemeinde Räumlas. Zu dieser gehörten die Orte Affennest (seit 1932 Lerchenhügel genannt), Fußgrund, Göhren, Grubenberg, Räumlasgrund, Räumlasmühle und Sorg. Sie war in Verwaltung und Gerichtsbarkeit dem Landgericht Naila zugeordnet und in der Finanzverwaltung dem Rentamt Lichtenberg (1919 in Finanzamt Lichtenberg umbenannt, seit 1955 Finanzamt Naila). Ab 1862 gehörte Räumlas zum Bezirksamt Naila (1939 in Landkreis Naila umbenannt). Die Gerichtsbarkeit blieb beim Landgericht Naila (1879 in Amtsgericht Naila umgewandelt). Nach 1952 wurden Göhren und Grubenberg an die Gemeinde Straßdorf abgegeben. Dadurch verringerte sich die Gebietsfläche von 5,055 km² auf 2,940 km². Am 1. April 1971 wurde die Gemeinde Räumlas mit seinen verbliebenen Gemeindeteilen Lerchenhügel und Sorg ebenfalls in die Gemeinde Straßdorf eingegliedert. Im Zuge der Gebietsreform in Bayern wurde diese am 1. Mai 1978  mit sämtlichen Gemeindeteilen nach Schwarzenbach am Wald eingemeindet.

### Ehemaliges Baudenkmal
- Gruftkapelle der Gutsbesitzerfamilie Will. Um 1847 errichteter, kleiner und anspruchsloser Hausteinbau mit Satteldach.[13]

### Einwohnerentwicklung
Gemeinde Räumlas
| Jahr      | 1840   | 1852   | 1855   | 1861   | 1867   | 1871   | 1875   | 1880   | 1885   | 1890   | 1895   | 1900   | 1905   | 1910   | 1919   | 1925   | 1933   | 1939   | 1946   | 1950  | 1952   | 1961  | 1970   |
| Einwohner | 549    | 595    | 576    | 687    | 675    | 698    | 692    | 728    | 683    | 634    | 635    | 627    | 648    | 640    | 653    | 652    | 617    | 557    | 627    | 640   | 620    | 443   | 417    |
| Häuser    |        |        |        |        |        | 87     |        |        | 92     | 90     |        | 91     |        |        |        | 103    |        |        |        | 109   |        | 91    |        |
| Quelle    | [ 15 ] | [ 15 ] | [ 15 ] | [ 16 ] | [ 17 ] | [ 18 ] | [ 19 ] | [ 20 ] | [ 21 ] | [ 22 ] | [ 15 ] | [ 23 ] | [ 15 ] | [ 24 ] | [ 15 ] | [ 25 ] | [ 15 ] | [ 15 ] | [ 15 ] | [ 8 ] | [ 15 ] | [ 9 ] | [ 26 ] |

Ort Räumlas
| Jahr      | 001819 | 001861 | 001871 | 001885 | 001900 | 001925 | 001950 | 001961 | 001970 | 001987 | 002020 |
| Einwohner | 89     | 199    | 181    | 184    | 188    | 169    | 175    | 139    | 123    | 87     | 58     |
| Häuser    |        |        |        | 26     | 28     | 28     | 28     | 29     |        | 33     |        |
| Quelle    | [ 7 ]  | [ 16 ] | [ 18 ] | [ 21 ] | [ 23 ] | [ 25 ] | [ 8 ]  | [ 9 ]  | [ 26 ] | [ 27 ] | [ 1 ]  |

## Religion
Räumlas ist seit der Reformation evangelisch-lutherisch geprägt und bis heute nach St. Michael (Bernstein am Wald) gepfarrt.